# La porta dei sogni (programma televisivo)
La porta dei sogni è un programma televisivo italiano andato in onda dal 20 dicembre 2019 al 3 gennaio 2020 in prima serata su Rai 1 con la conduzione di Mara Venier. E nuovamente su Rai 2 dal 2024.

## Il programma
La prima edizione si articola in tre puntate, in ognuna delle quali sono trattate sei storie. Il programma, molto simile a Carràmba che sorpresa e Sogni, condotti da Raffaella Carrà, e a Il treno dei desideri, condotto da Antonella Clerici, si propone di esaudire il sogno di gente comune che ha deciso di chiedere aiuto alla conduttrice per poterlo realizzare.
Il programma è andato in onda dagli Studios SRL di Via Tiburtina a Roma.

## Ascolti
| Puntata | Messa in onda    | Ospiti                                                        | Telespettatori | Share  |
| ------- | ---------------- | ------------------------------------------------------------- | -------------- | ------ |
| 1       | 20 dicembre 2019 | Andrea Bocelli, Arisa, Antonino Cannavacciuolo                | 2 781 000      | 14,38% |
| 2       | 28 dicembre 2019 | Enrico Brignano, Raoul Bova, Alessandro Siani, Flavio Insinna | 2 622 000      | 14,25% |
| 3       | 3 gennaio 2020   | Lino Banfi, Il Volo, i maestri di Ballando con le stelle      | 3 060 000      | 14,46% |
| Media   | Media            | Media                                                         | 2 821 000      | 14,36% |